# Arquitectura de Bolivia

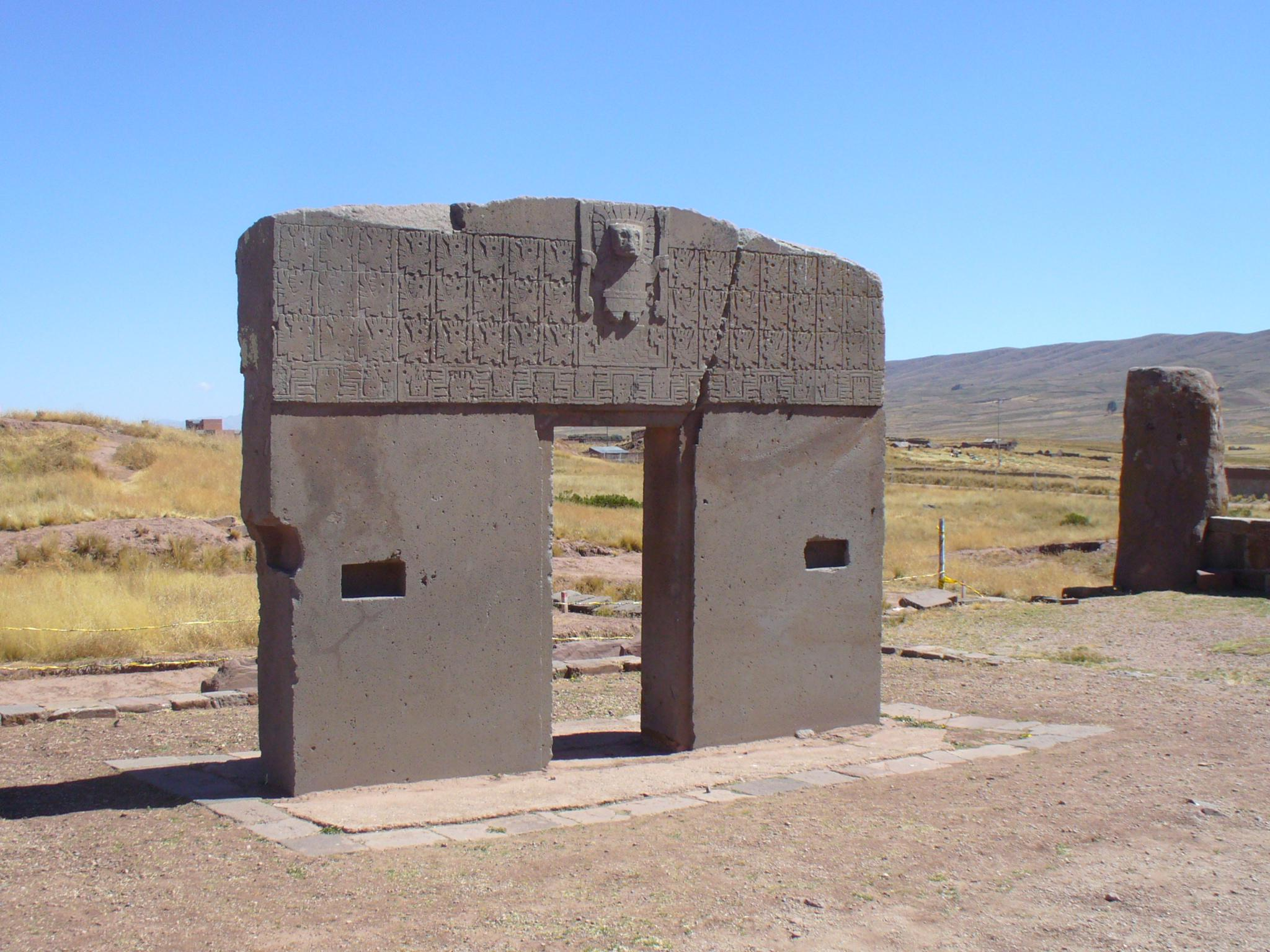
Puerta del Sol en las ruinas de Tiwanaku, símbolo de la cultura de Tiwanaku.

La arquitectura de Bolivia se encuentra estrechamente relacionada con su historia, cultura y religión. La arquitectura boliviana ha ido progresando y cambiando constantemente en el tiempo. Sujetos al terreno y altitudes altas en la región occidental, la mayoría de los edificios Precolombinos de Bolivia fueron construidos como viviendas, influenciados por la cultura indígena de Bolivia. La llegada de los colonizadores españoles trajo también el estilo europeo de construcción, y los españoles empezaron planear para construir ciudades grandes. Después de la Independencia, el estilo arquitectónico tornó al Neoclásico y se construyeron muchas iglesias y edificios del gobierno. En la Bolivia moderna, como en muchos países, predominan los rascacielos y edificios postmodernos; también se puede apreciar estilos propios de arquitectura para atraer turistas y para la construcción.
Antes de la llegada de los colonizadores españoles, la arquitectura del Imperio Tiwanacota y el Imperio Inca era el estilo arquitectónico representativo del territorio que actualmente corresponde a la región occidental de Bolivia. Estos estilos no sólo reflejan la cultura de éstos imperios, sino también el de la cultura indígena.
Durante el período colonial español, cuando los colonos españoles construyeron las grandes ciudades, no solo trajeron el estilo barroco de Europa, sino también los nuevos materiales de construcción y las religiones de Europa. Al mismo tiempo, el estilo arquitectónico original de Bolivia y el estilo barroco llevaron a un nuevo estilo, conocido como estilo barroco andino . En los tiempos modernos, como muchos países, la arquitectura boliviana moderna está dominada por el moderno y el posmodernismo. Con el fin de satisfacer las necesidades del turismo y beneficiarse del entorno geográfico único de Bolivia, han surgido otros estilos de arquitectura en Bolivia que muestran mejor la arquitectura diversa de Bolivia.

## Historia

### Imperio de Tiwanaku (400 d.C. –1000 d.C.)

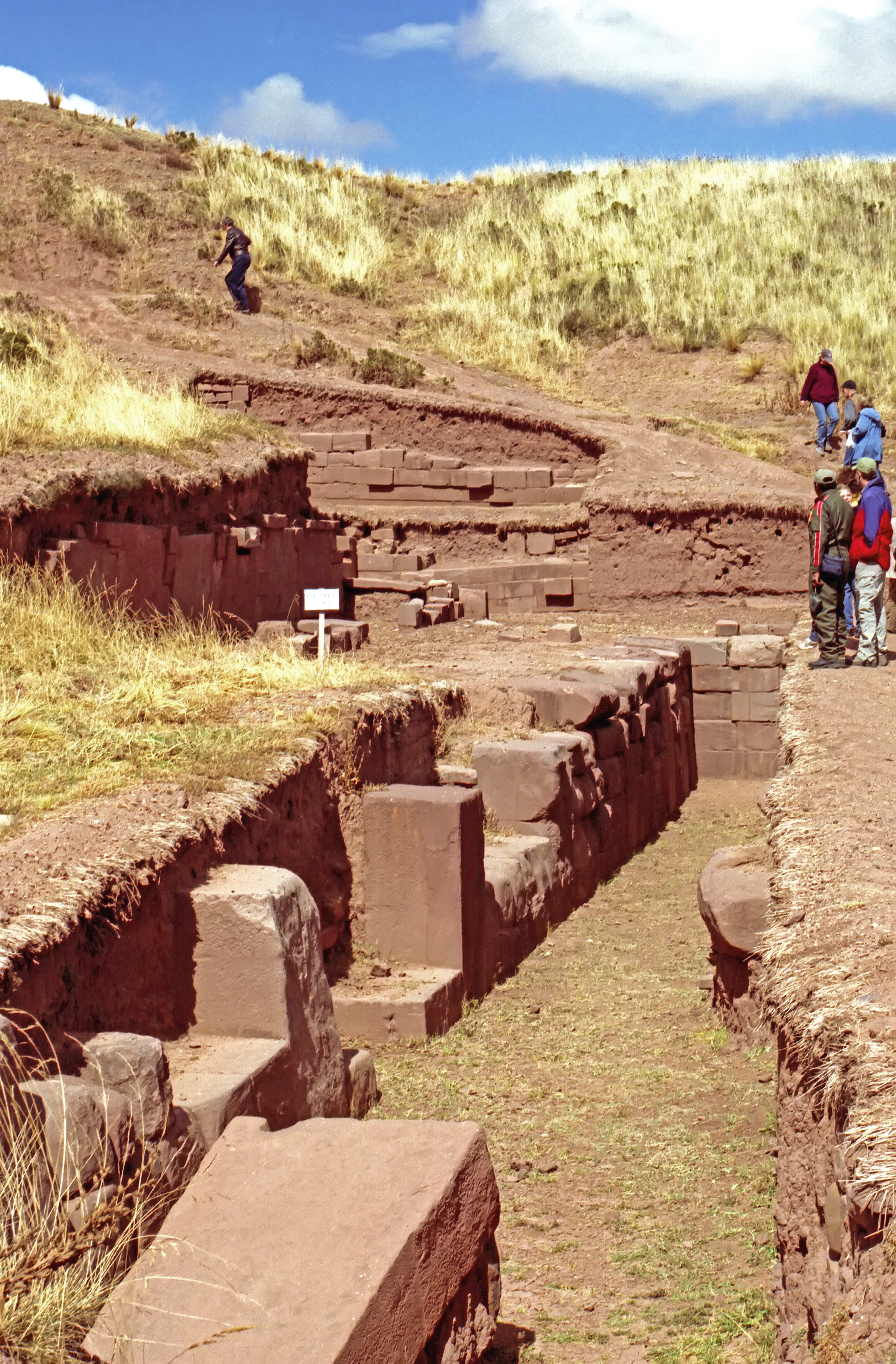
Akapana, es la estructura más grande en el complejo religioso de Tiwanaku.

Tiwanaku está localizado cerca la orilla sur de Lago Titicaca a una altitud de 3,850 metros sobre el nivel del mar. La mayoría de las locaciones de la ciudad antigua se construyeron de adobe, a pesar que ahora están cubiertos por las construcciones locales modernas, sin embargo, edificaciones representativas en piedra sobreviven en áreas arqueológicas protegidas. Fue una ciudad próspera y planificada entre 400 D.C. y 900 D.C. La ciudad tiene tallas de piedra impresionante y sistemas de drenaje subterráneos complejos que controlan el flujo de la lluvia. Al mismo tiempo, hay muchos edificios relacionados con su religión y estructura política, como el Templete Semi-subterráneo, las plataformas en terraza de Akapana, el  Templo de Kalasasay y el Palacio de Putuni. Uno de los monumentos más espectaculares en Tiwanaku es Akapana; ésta es un plataforma terraceada con un apilamiento inicial de siete plataformas superpuestas con un muro de contención  de piedra que de hasta 18 metros, pero ahora solo se conservan los más bajos y una pequeña parte de éstos están en buen estado. Según investigaciones, estaba revestido de piedra arenisca y rodeado de sistemas de drenaje bien conservados.

Localizado en el del norte del complejo, el Templo de Kalasasaya, el cual se cree fue utilizado como un observatorio.  Lo más representativo son las dos enormes puertas cortadas en andesita (conocidas como la Puerta del Sol y de la Luna), que son algunos de los elementos más importante y representativos del arte de Tiwanaku. Hay nichos a los lados de la puerta y un bajorrelieve bien diseñado encima de la puerta. El Templo Semi-subterráneo también está bellamente tallado. Las paredes están formadas por 48 columnas de piedra arenisca roja con muchas piedras talladas incrustadas en ellas. Está claro que los antiguos pobladores de la ciudad tenían una magnífica técnica de tallado y pulido de diversos materiales pétreos, combinada con técnicas arquitectónicas para hacer más reconocible y representativa la arquitectura del imperio Tiwanaku. Las ruinas de la antigua ciudad de Tiwanaku han sido incluidas en la lista del Patrimonio Mundial por la Organización de las Naciones Unidas para la Educación, la Ciencia y la Cultura (UNESCO) en 2000.

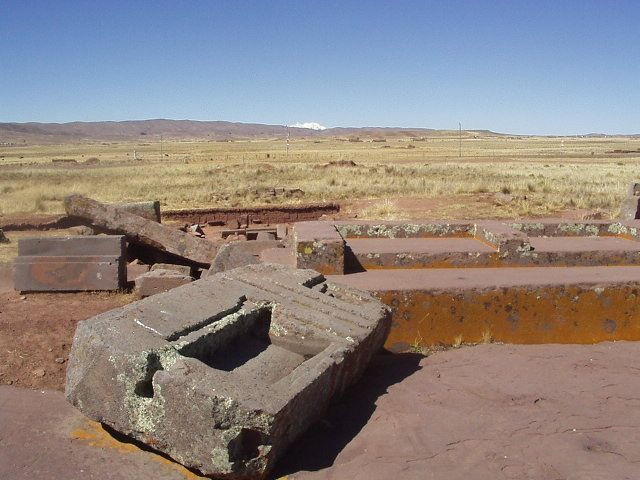
Las ruinas de Tiwanaku
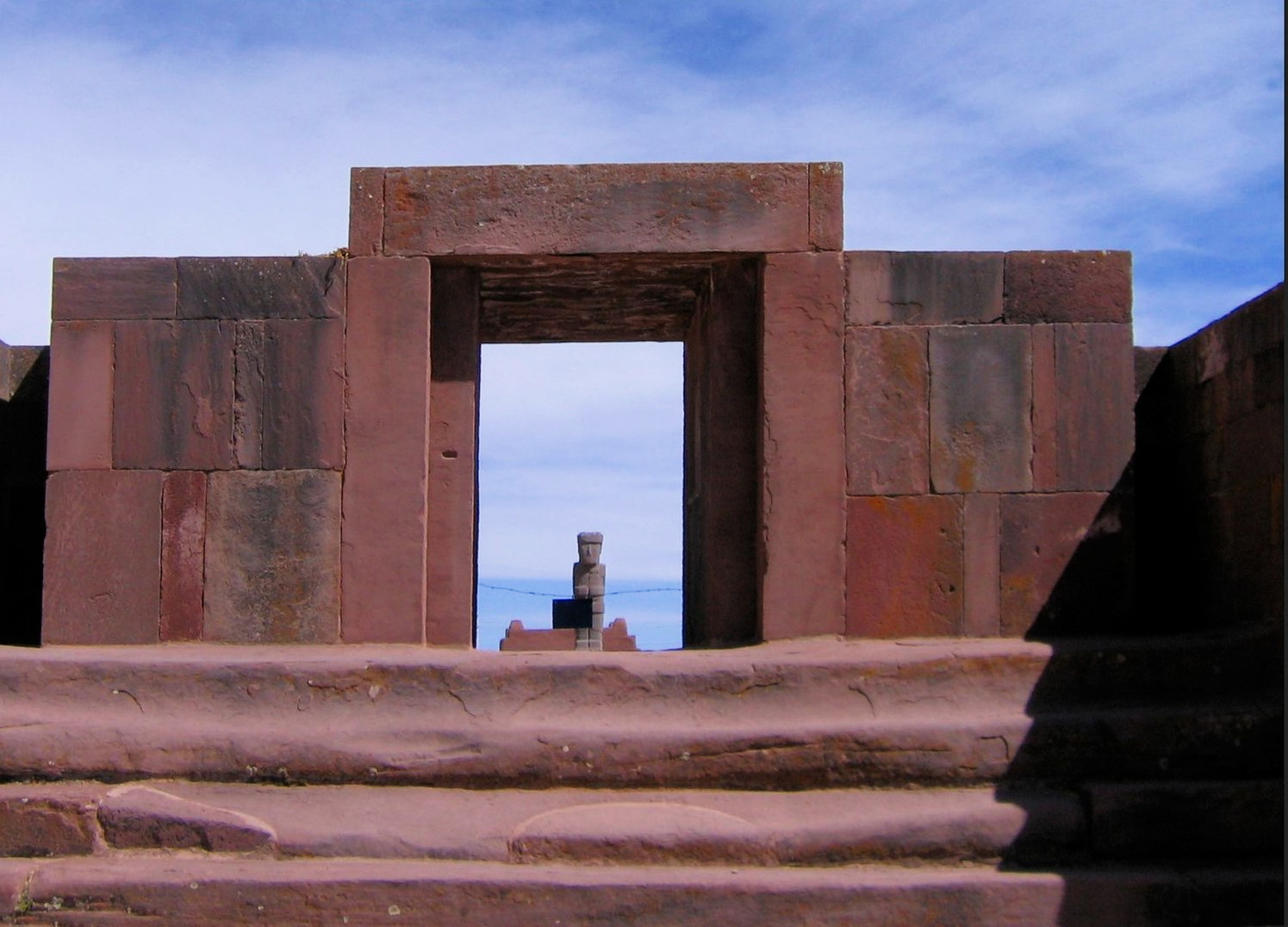
Dos enormes puertas solares de andesita del Templo de Kalasasaya, con nichos y bajorrelieves bien diseñados.
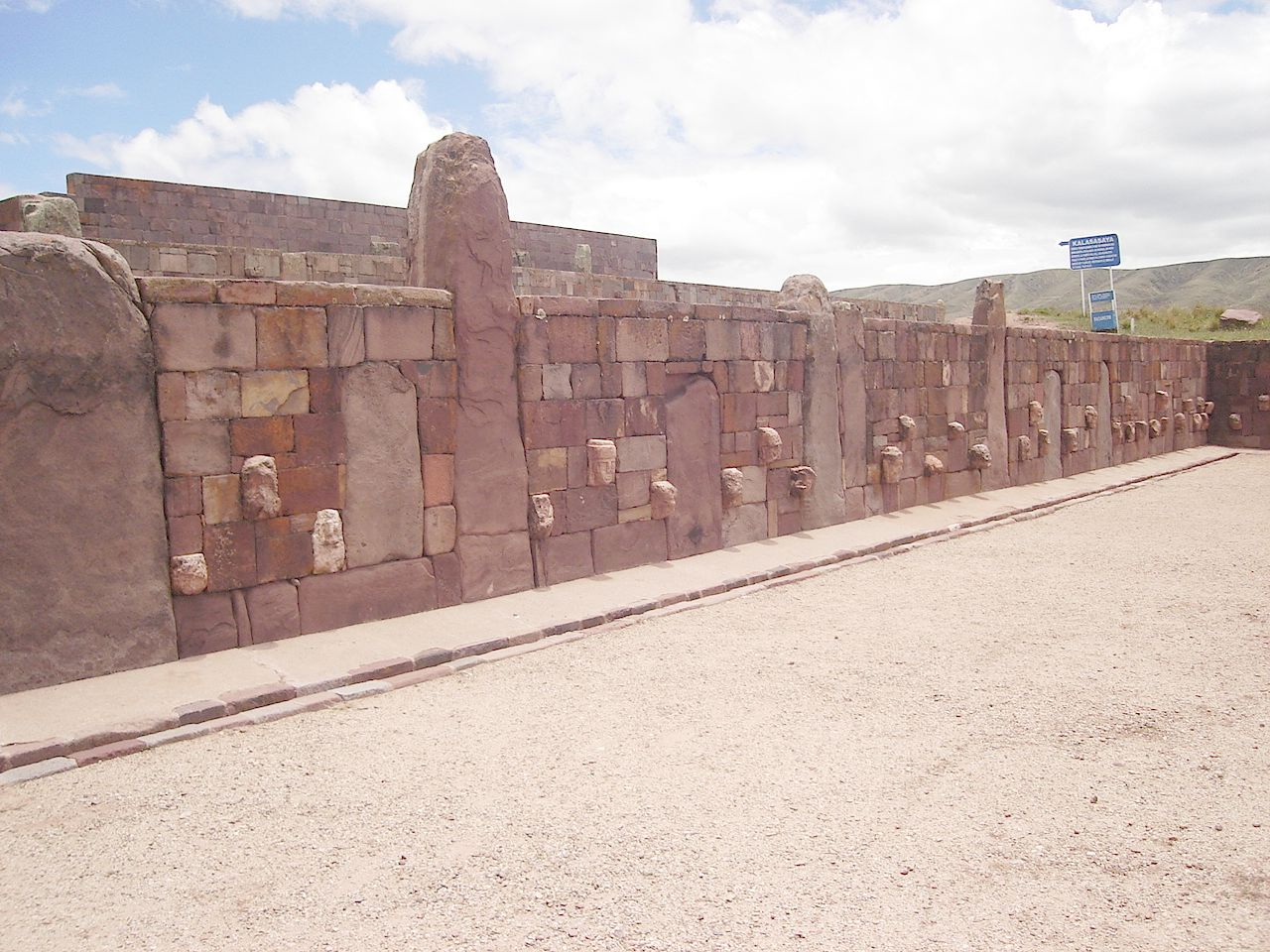
Los muros del Templo Semisubterráneo están formados por columnas de arenisca y piedra labrada.

### Imperio Inca (1438-1471)

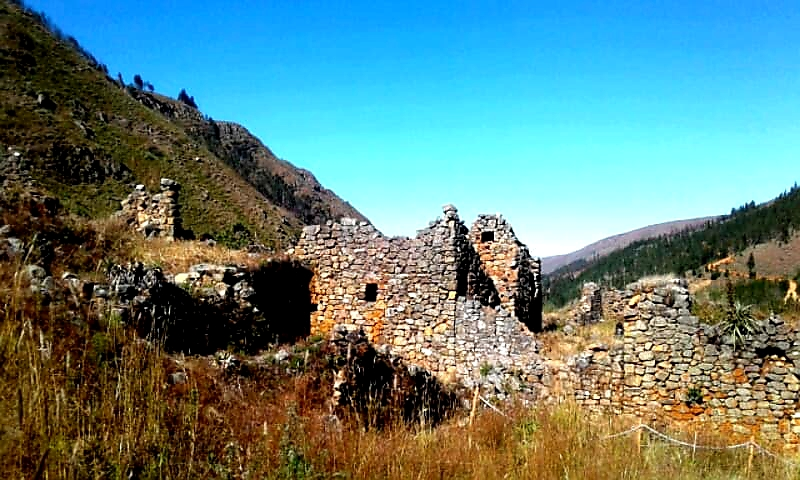
Las ruinas de Incallajta

El territorio de la actual Bolivia pasó a formar parte del Imperio Inca en el siglo XIII. Debido a que el Imperio Inca ocupó este territorio por invasión, muchas de las edificaciones de este período se destinaron al uso militar, aparecieron muchas fortalezas y murallas defensivas, y las edificaciones de este período tenían mayor amplitud. El sitio arqueológico de Incallajta cubre un área de 67 hectáreas y es uno de los principales sitios incas en Bolivia. Incallajta puede considerarse una edificación similar a la fortaleza de Pocona, con casi cuarenta edificios y un muro defensivo, el gran espacio que se puede cubrir es característico de la arquitectura inca. Este complejo Inca en Bolivia, tiene áreas habitacionales, defensivas, militares, religiosas agrícolas y astronómicas. El sitio arqueológico de Incallajta fue el centro administrativo más grande e importante de la región. En 2003, fue presentado a las Listas Tentativas de la Estrategia Global creada por la UNESCO.

### Período colonial español (1538-1825)

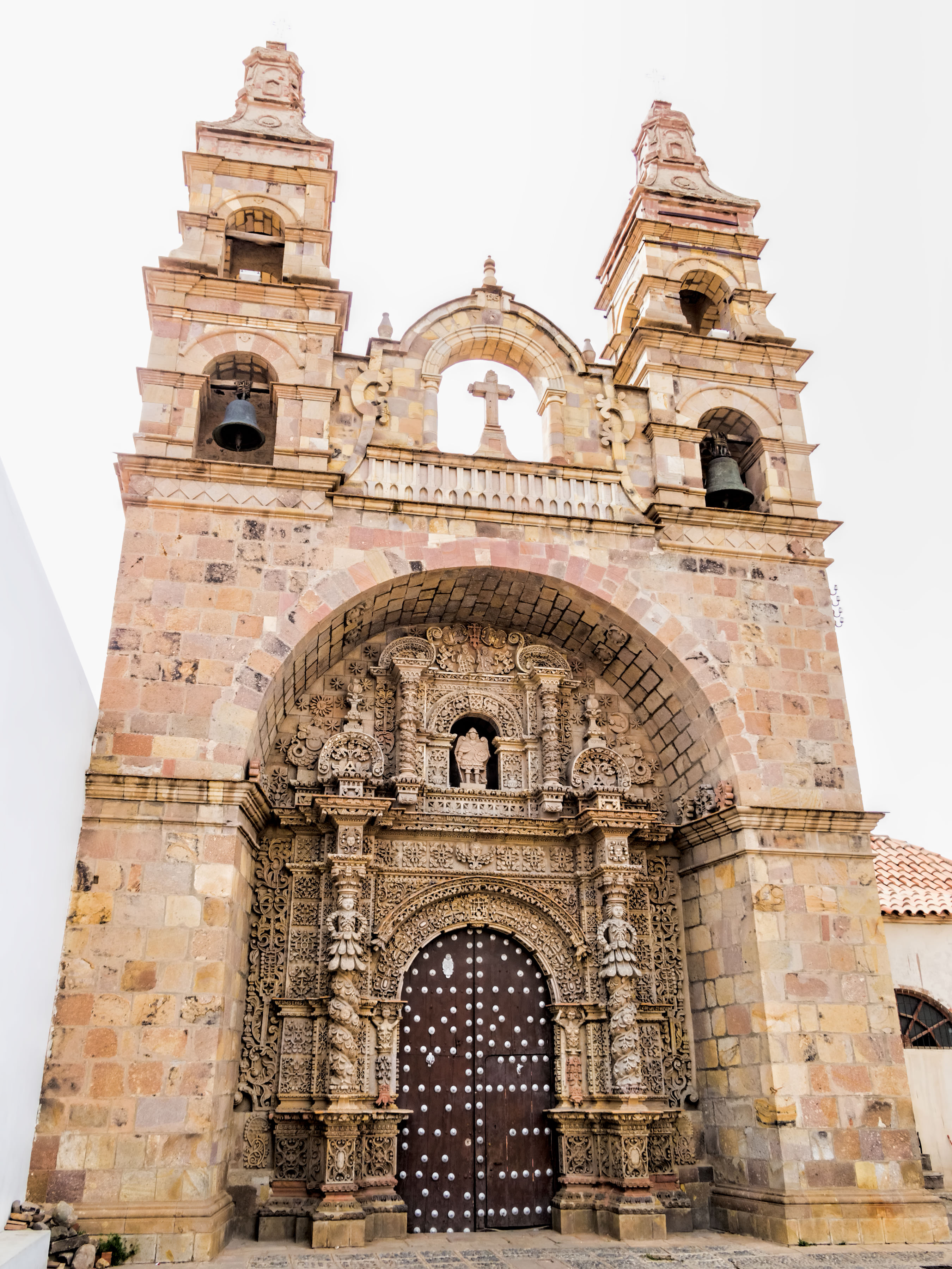
La Iglesia de San Lorenzo, construida por indígenas en estilo barroco mestizo

Con la llegada de los colonos españoles, casi toda la arquitectura boliviana cambió. Ellos trajeron el estilo barroco y nuevos materiales de construcción. Con la construcción masiva, el paisaje arquitectónico de Bolivia cambió. Para los indígenas, el mayor cambio en la vivienda fue la introducción de adobe para reemplazar la anterior mezcla de barro y arcilla. Con el tiempo, este tipo de casa de estilo tradicional europeo con patio y techo de tejas rojas se volvió cada vez más popular.

Sin embargo, el cambio más obvio es que los colonos españoles comenzaron a construir grandes ciudades; estas generalmente se centraban alrededor de una catedral y un palacio construidos en el estilo barroco andino. Este estilo es una combinación del estilo barroco y el estilo arquitectónico original de la región que ahora es Bolivia, aunque se parece bastante al original. En el periodo en que Bolivia fue colonizada por España, este estilo se puede encontrar en la mayoría de las ciudades de Bolivia, siendo la más representativa la ciudad de Potosí, que fue la mayor proveedora de plata a España durante el período colonial. Incluso es considerado como el parque industrial más grande del mundo del siglo XVI, con un gran impacto en la economía española y mundial. En el siglo XVII vivían en la ciudad unos 160.000 colonos españoles. No sólo cuenta con las diversas infraestructuras industriales necesarias para la minería, sino que también cuenta con numerosas edificaciones relacionadas con la vida cotidiana. No hay duda de que los colonos españoles establecieron una iglesia de estilo europeo asociada con la religión. En esta ciudad, muchos edificios han adoptado el “estilo barroco andino”, que fusiona el estilo indígena. Potosí también tiene un impacto duradero en la arquitectura de la región central de Bolivia y los Andes al difundir el estilo arquitectónico brasileño. La ciudad de Potosí fue incluida en la lista del Patrimonio Mundial por la UNESCO en 1987.

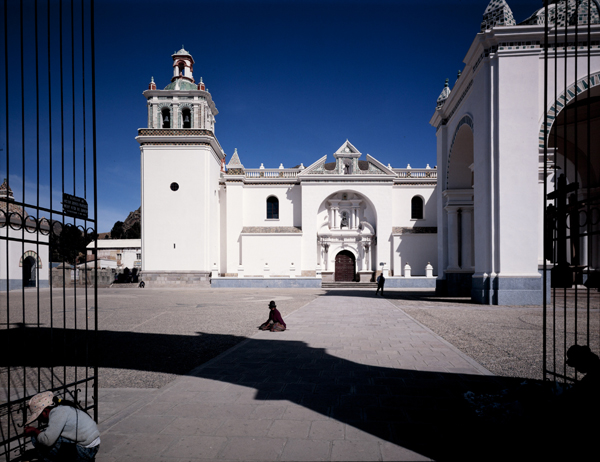
Iglesia Nuestra Señora, una iglesia de estilo barroco en Bolivia, siglo XVII.
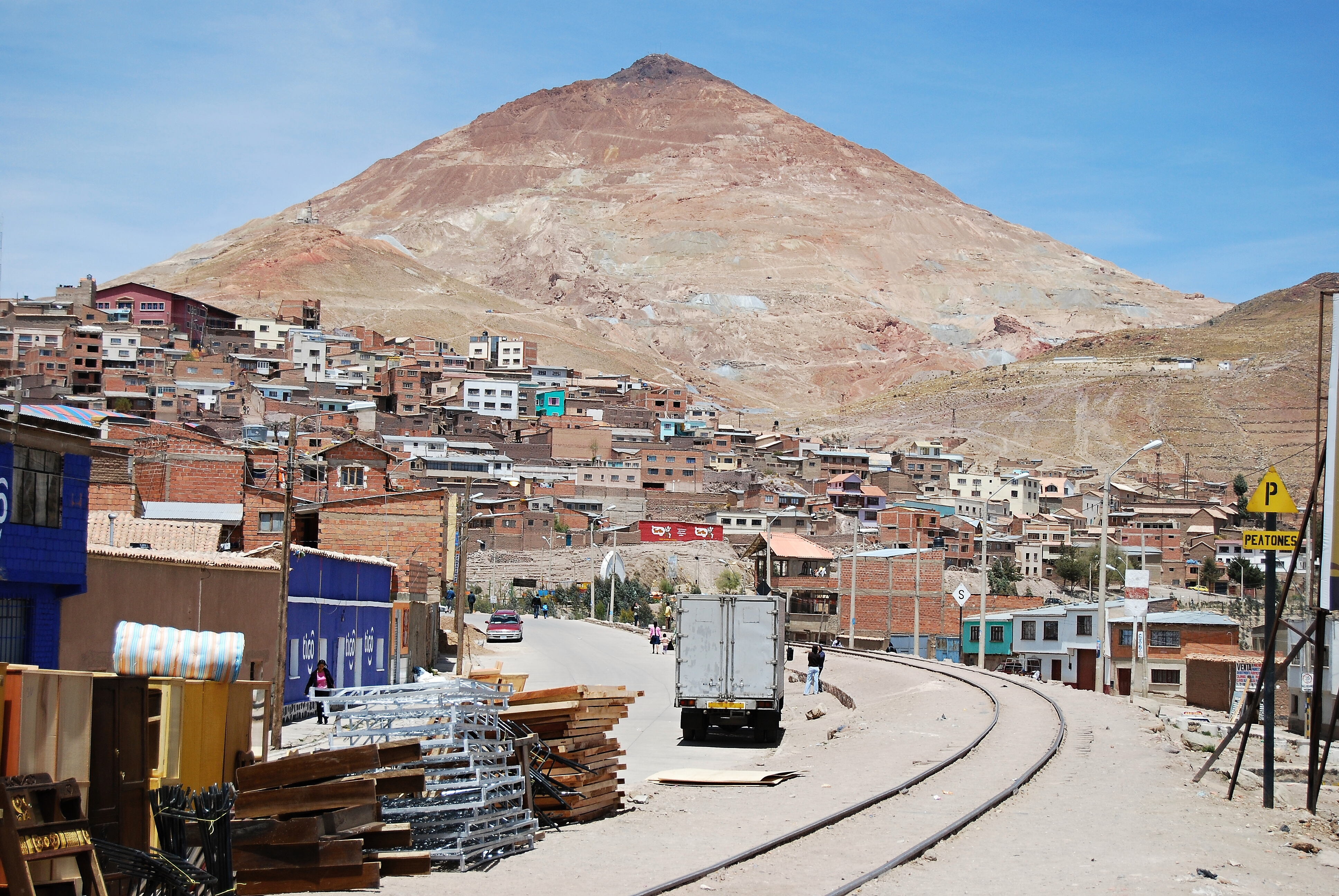
Ciudad de Potosí, al pie del Cerro Rico, el yacimiento de plata más grande del mundo.
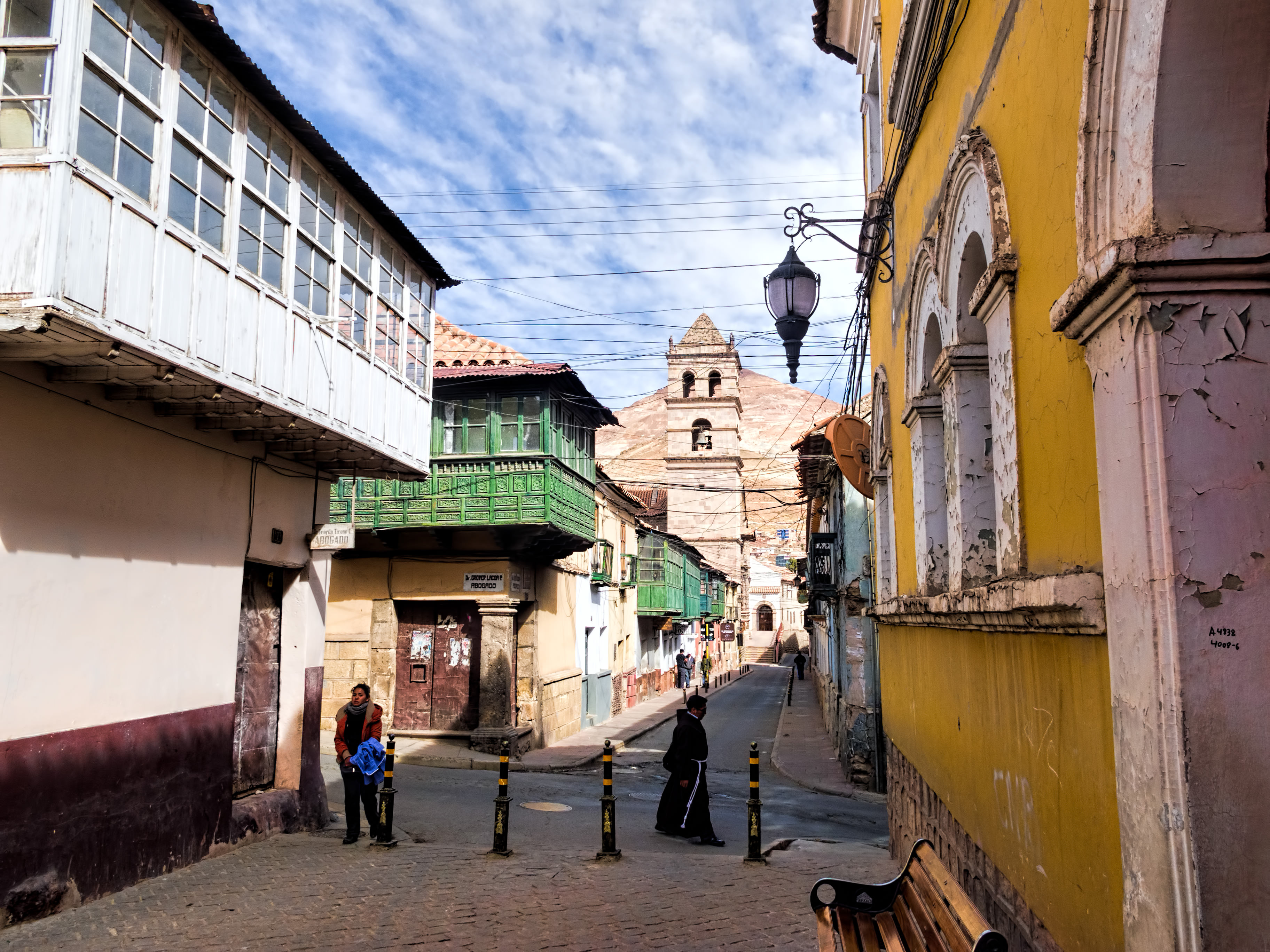
Ciudad de Potosí: Los balcones sin ventanas de vidrio eran una característica común de la arquitectura colonial.
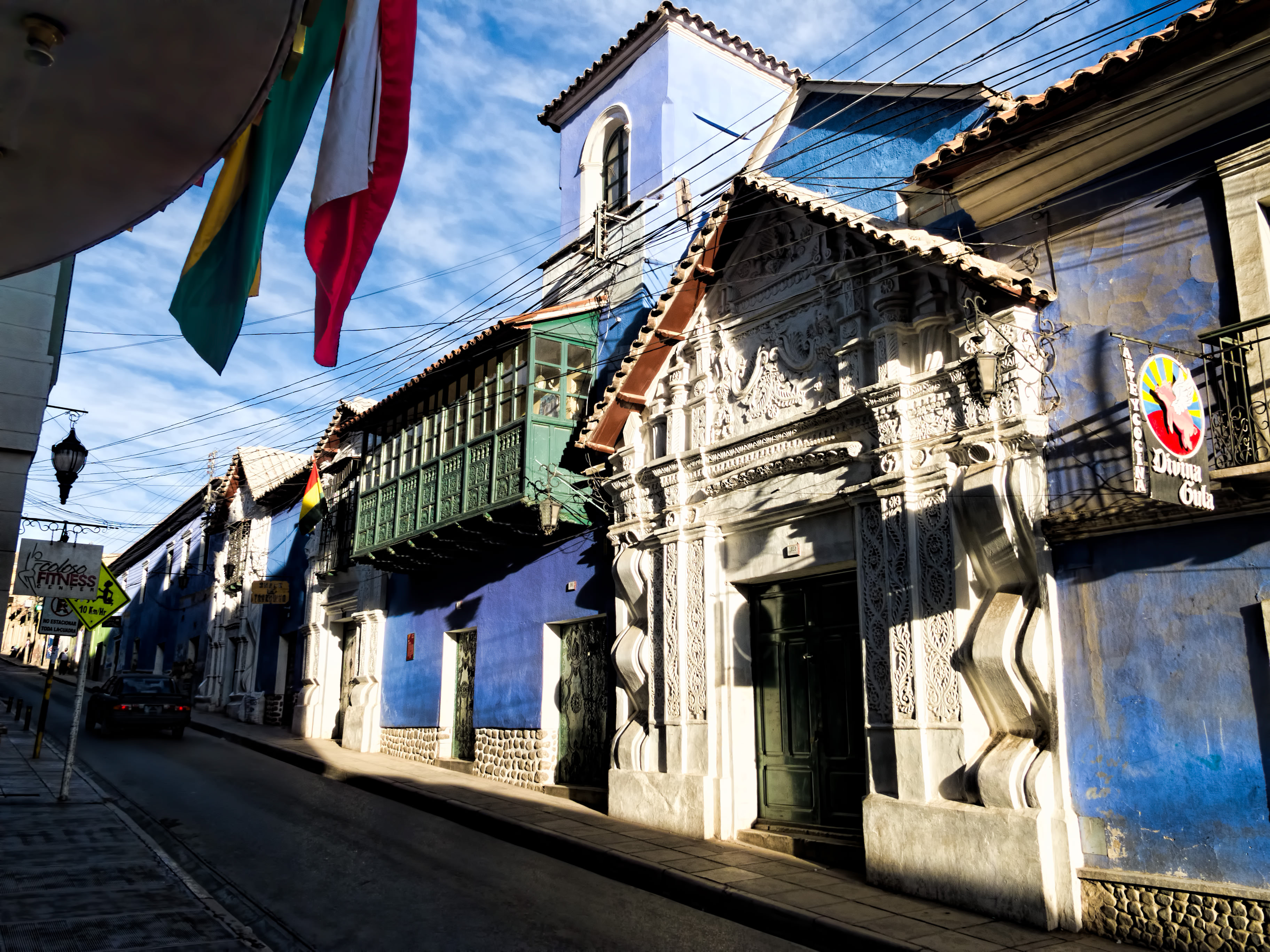
Ciudad de Potosí: La Casa de las Tres Puertas es un ejemplo de arquitectura colonial en Bolivia.

Otra ciudad representativa construida por los colonos españoles es la ciudad histórica de Sucre. Esta es una ciudad edificada en la parte centro-sur de Bolivia en la primera mitad del siglo XVI. Los diversos edificios de la ciudad están bien conservados, mezclándose estilos propios de América Latina y el estilo arquitectónico europeo.
Sucre fue fundada como la ciudad de La Plata de Nueva Toledo, por Pedro Anzures en 1538. En conmemoración al líder independentista Antonio José de Sucre, fue designada como la primera capital de Bolivia y rebautizada como Sucre en 1826. Esta ciudad histórica fue diseñada de acuerdo con un plan urbano simple, con un patrón de calles en damero, similar a otras ciudades establecidas por los colonos españoles en otras regiones durante el mismo período. Dado que la riqueza de la cercana ciudad de Potosí sustentó la economía de La Plata, ésta fue el centro de justicia, religión y cultura de la región desde su creación. En La Plata, la Audiencia de Charcas es el antecesor de la actual Corte Suprema de Justicia. Como centro cultural, La Plata cuenta con numerosas universidades y colegios, como la Universidad Mayor Real y Pontificia San Francisco Xavier de Chuquisaca, la Real Academia Carolina y el Seminario de San Isabel de Hungría. Estos edificios son representativos de la fusión del estilo arquitectónico europeo y el estilo de la arquitectura local en América Latina.

Por supuesto, en Sucre, el estilo arquitectónico más representativo es la arquitectura religiosa. Una serie de catedrales construidas desde el siglo XVI, como San Lázaro, San Francisco, Santo Domingo y la Catedral Metropolitana. En el lapso de 250 años de construcción, la integración de los estilos arquitectónicos de los dos continentes se hizo cada vez más madura. Como una de las construcciones más importantes de Bolivia, la Casa de la Libertad fue construida en 1621 como parte del Convento de los Jesuitas, donde fue testigo de la independencia de Bolivia. La arquitectura del siglo XVIII refleja mejor el estilo de la arquitectura local, similar a la estructura del mismo período en la Ciudad de Potosí. La arquitectura en Sucre, es una muestra completa del estilo arquitectónico traído de Europa y la mezcla de estilos y tradiciones arquitectónicas locales en Bolivia, incluyendo las tradiciones y estilos arquitectónicos del Renacimiento, Mudéjar, Gótico, Barroco y Neoclásico. La ciudad histórica de Sucre ha sido incluida en la lista del Patrimonio Mundial por la UNESCO en 1991.

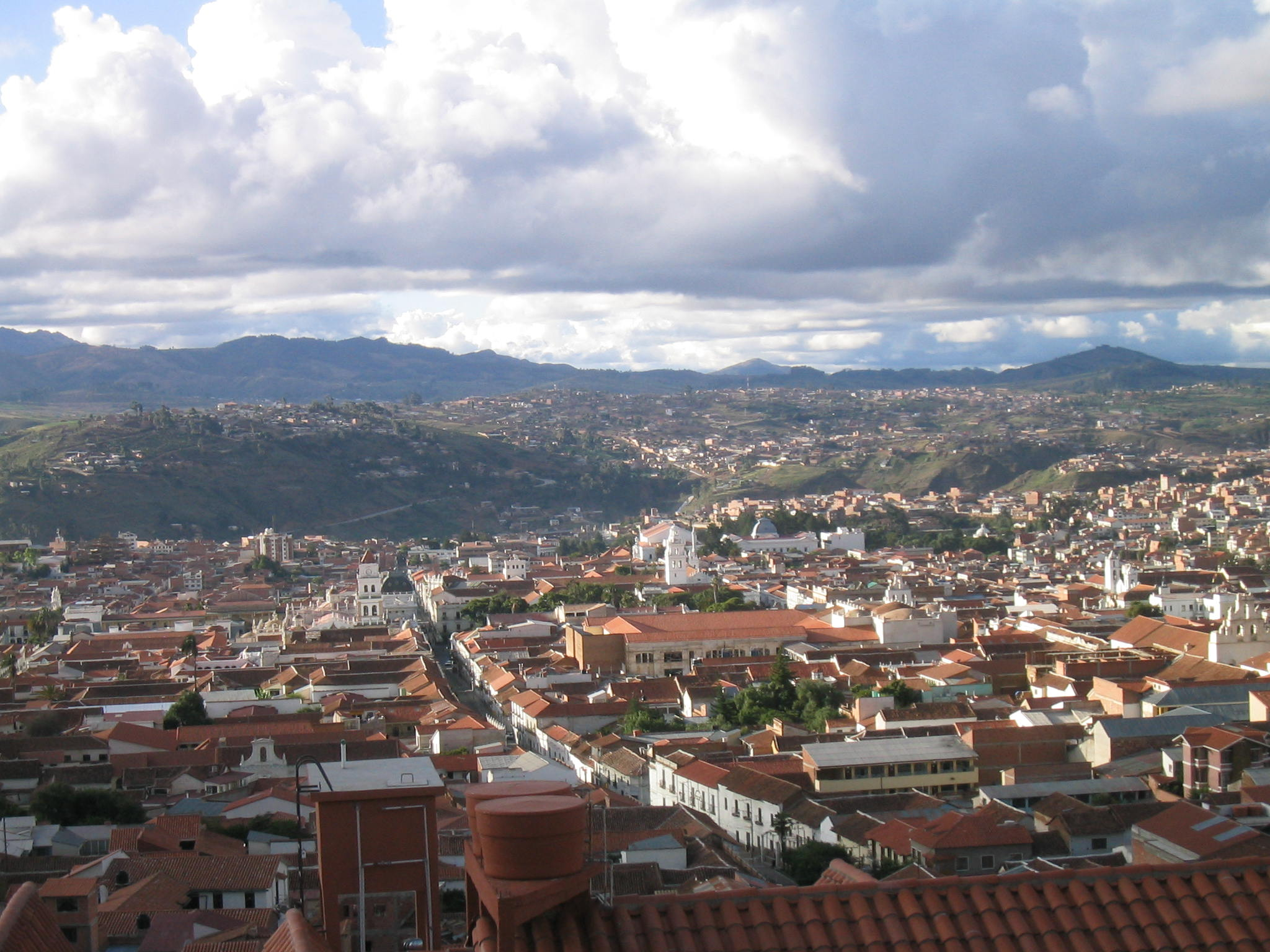
Sucre, la capital de Bolivia
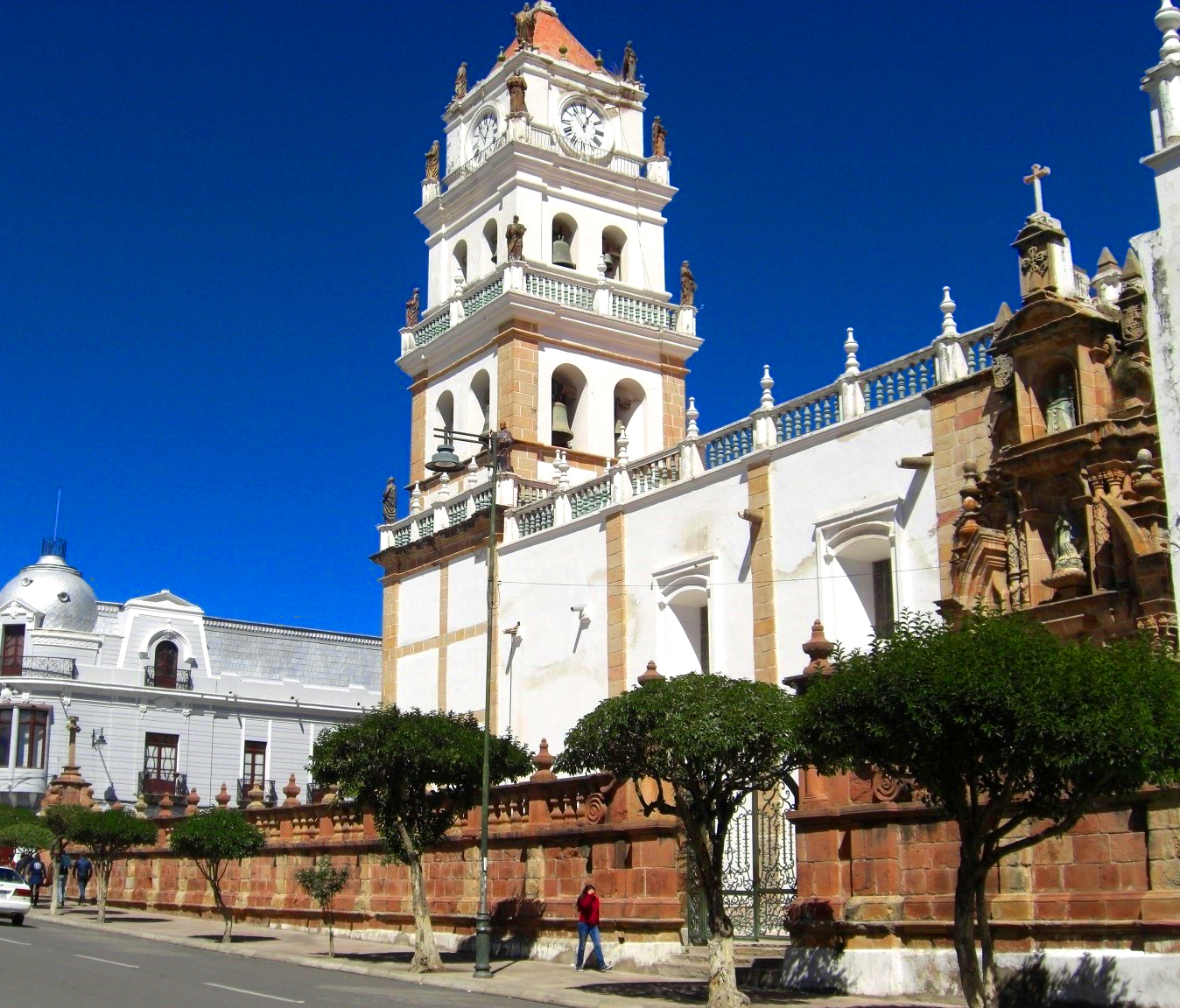
La Catedral Metropolitana, arquitectura icónica de “La Ciudad Blanca” Sucre
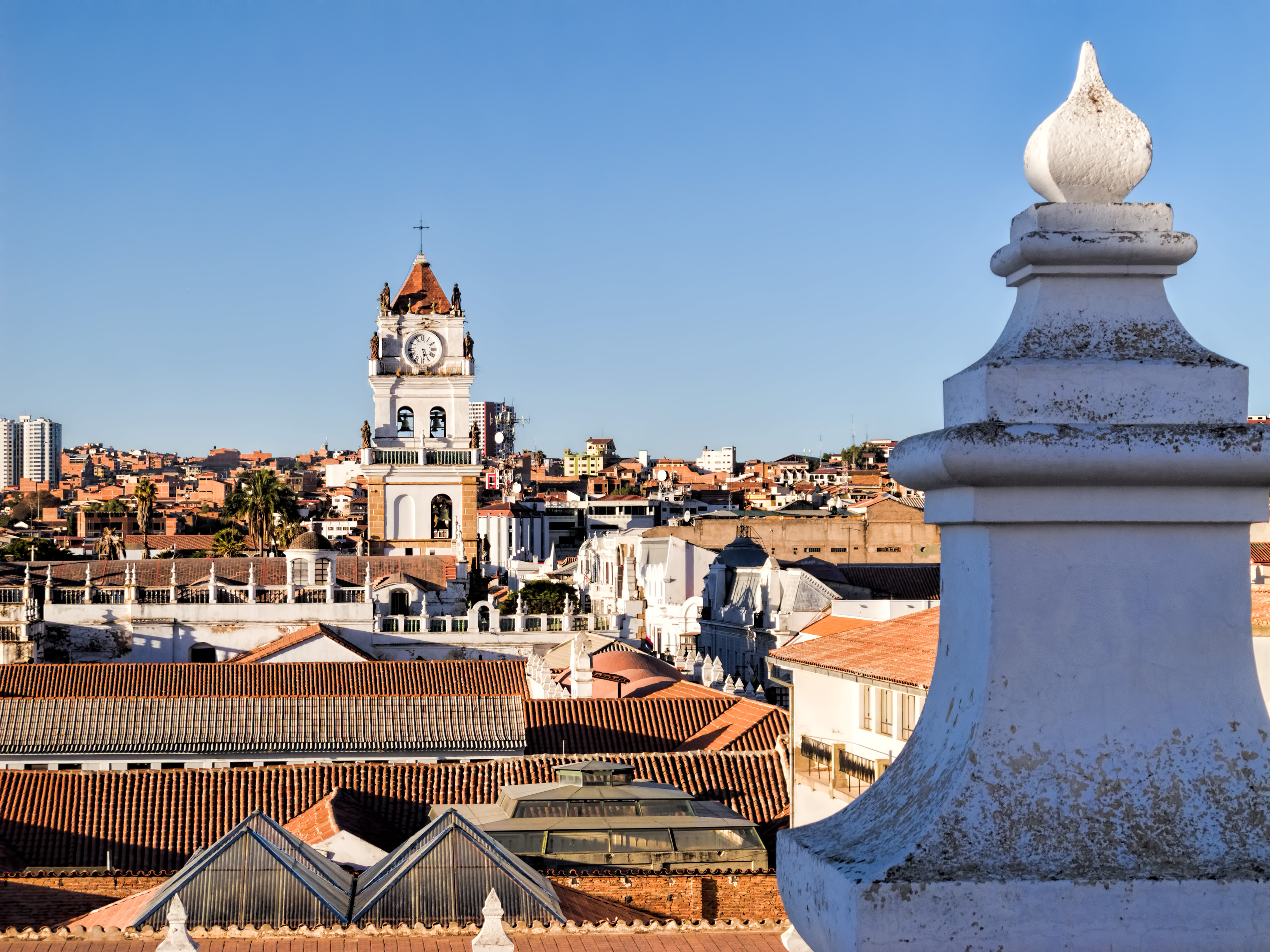
Campanario icónico de la Catedral Metropolitana
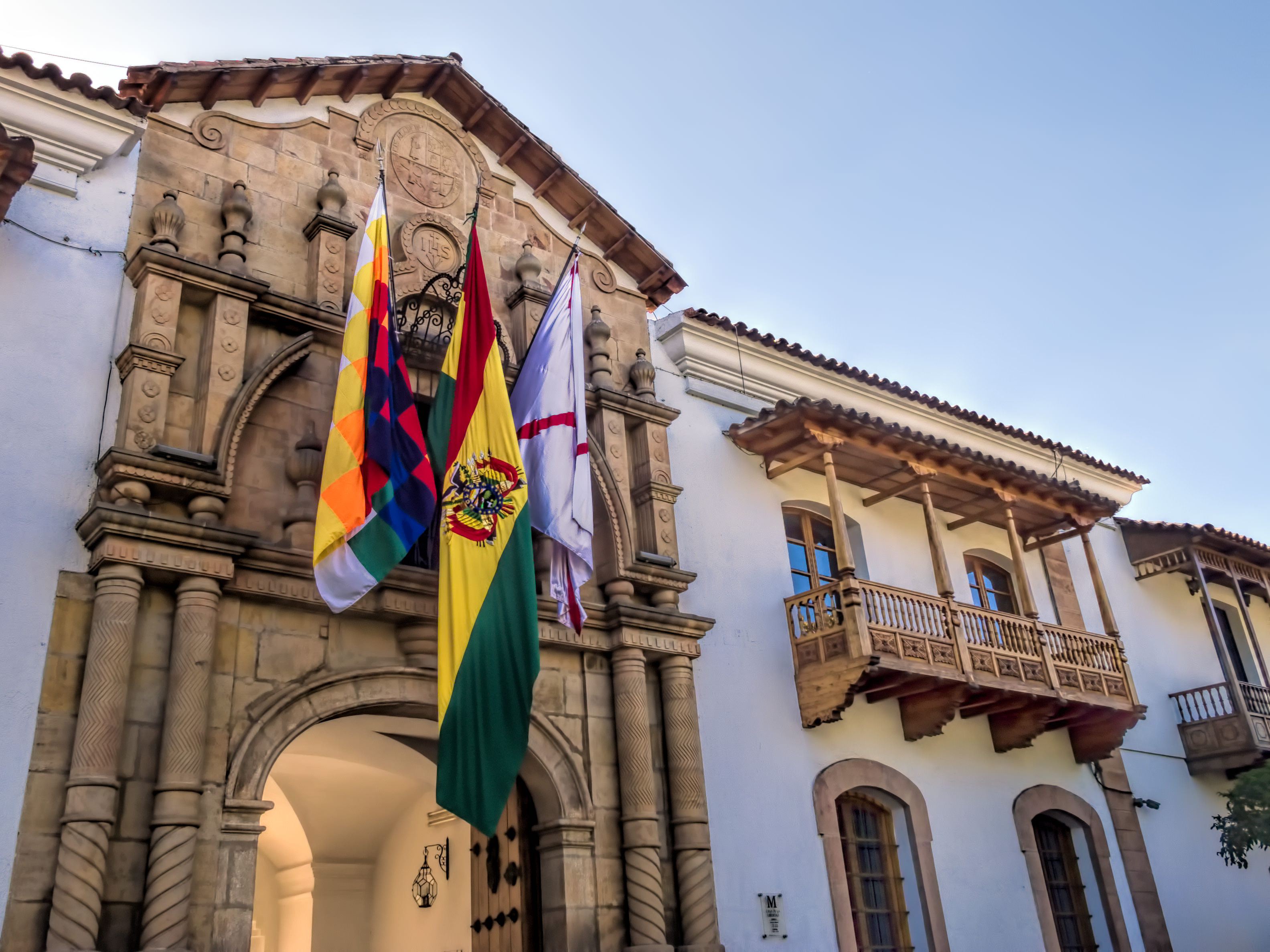
La entrada de la Casa de la Libertad, con la Bandera tricolor nacional, la wipala y la bandera de Chuquisaca
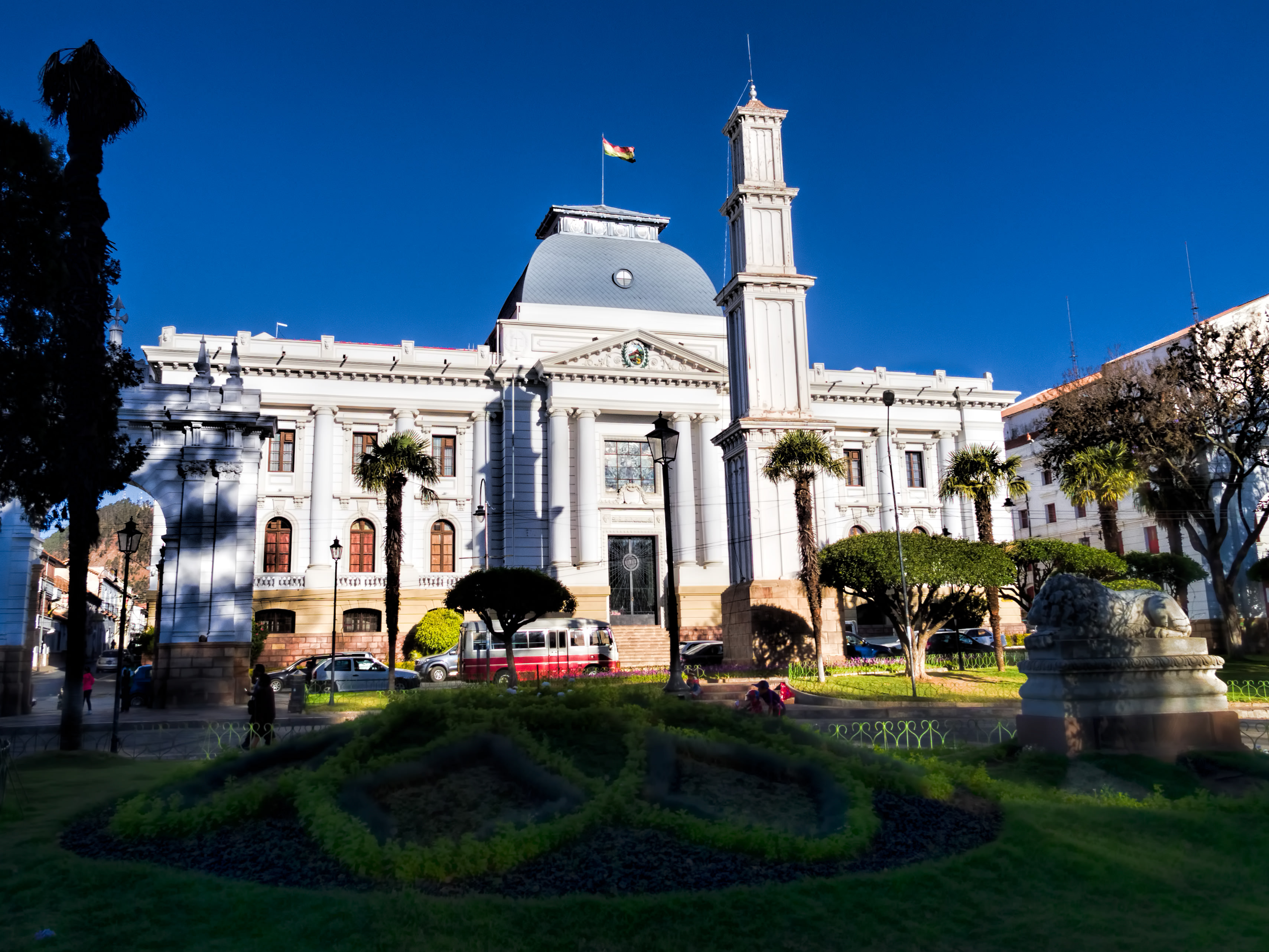
El edificio de la Corte Suprema de Justicia en Sucre, Bolivia
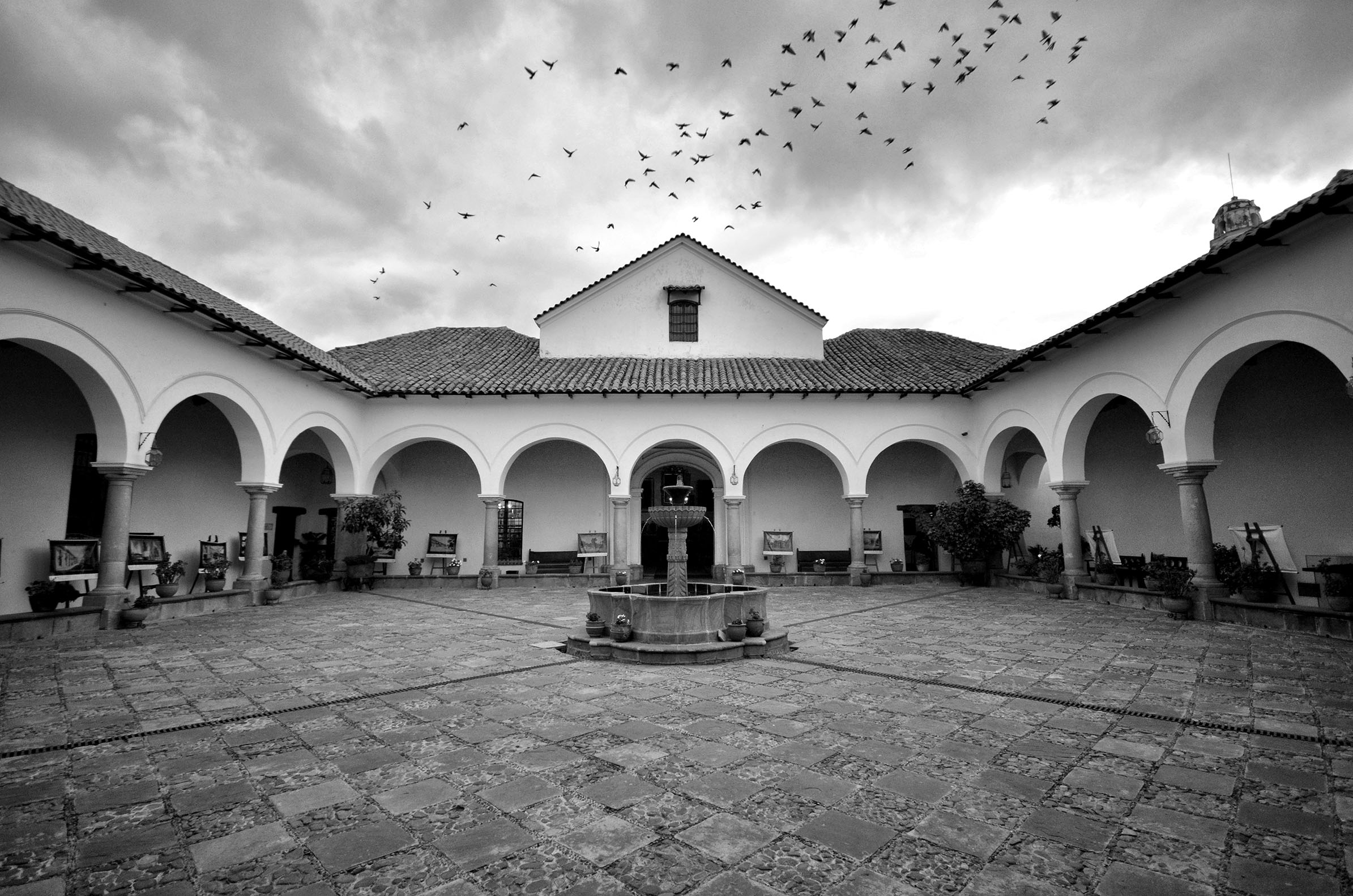
Casa de la Libertad, Sucre

### Después de la independencia (1825-1982)

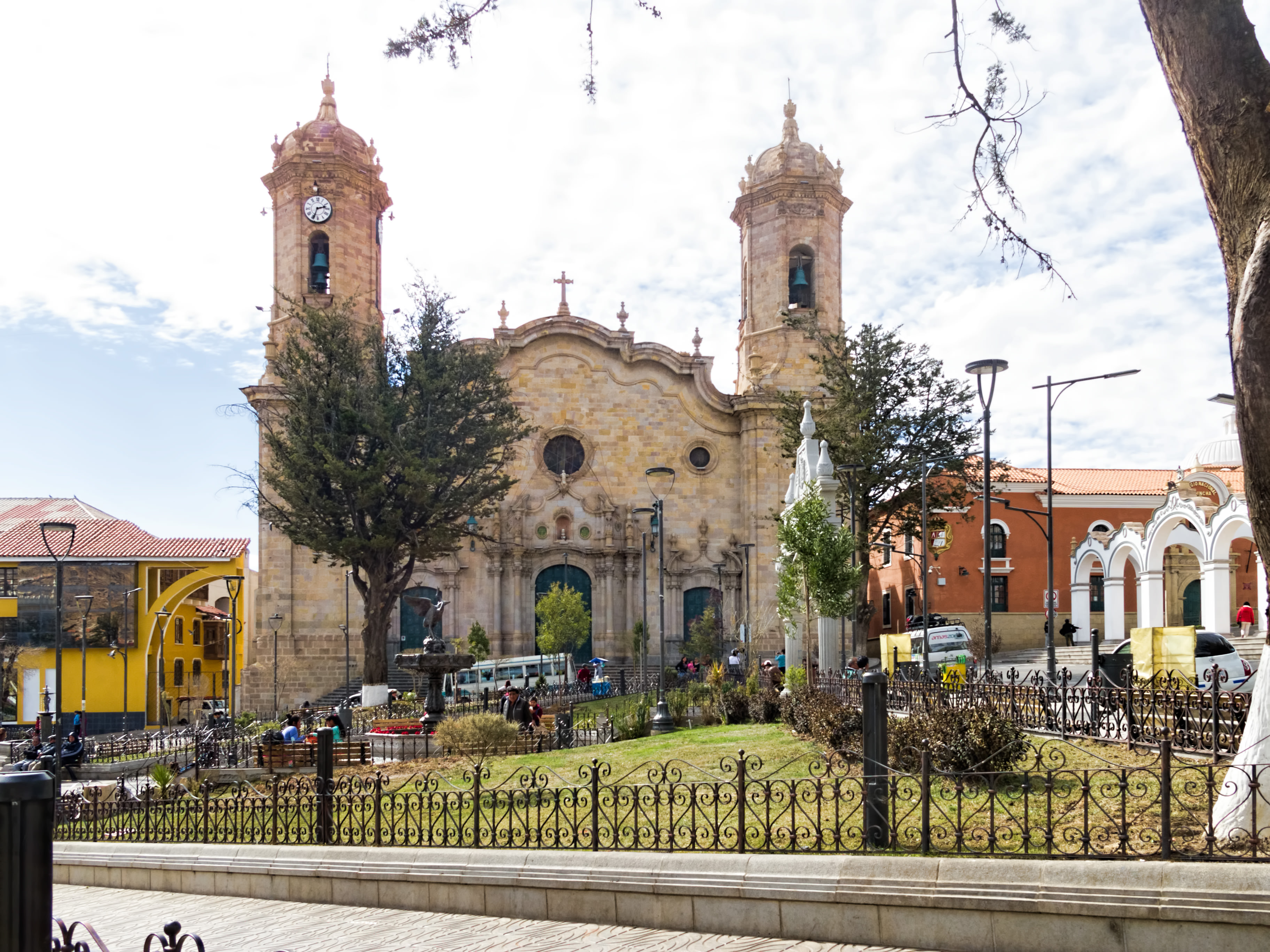
Catedral, reconstruida en estilo neoclásico en el debido a que se derrumbó en gran parte, Potosí.

Después de obtener la independencia a principios del siglo XIX, el estilo arquitectónico en Bolivia cambió en general. El estilo arquitectónico se convirtió en estilo neoclásico, que es muy parecido al  de Europa, pero también conservaba las características del estilo Couro del Patio Andaluz. Durante este tiempo, se construyeron una gran cantidad de nuevas iglesias y edificios gubernamentales en Bolivia. Pero a principios del siglo XX, debido a la guerra, el descontento social y la depresión económica, hubo poco desarrollo en la arquitectura de Bolivia, excepto por los edificios gubernamentales e iglesias.

### Bolivia moderna (1982-presente)
A fines del siglo XX y principios del siglo XXI, una gran cantidad de edificios impresionantes se construyeron nuevamente en Bolivia. Como muchos países del mundo, la arquitectura boliviana moderna está dominada por el modernismo y el posmodernismo. Los rascacielos se han levantado en muchas ciudades y han ocupado gradualmente el horizonte. Algunas ciudades representativas son La Paz, Santa Cruz y Cochabamba. Pueden identificarse diez rascacielos importantes de Bolivia entre La Paz y Santa Cruz. El rascacielos más alto de Bolivia es Green Tower en La Paz con 163.4 metros. Se trata de un edificio para uso de oficinas.

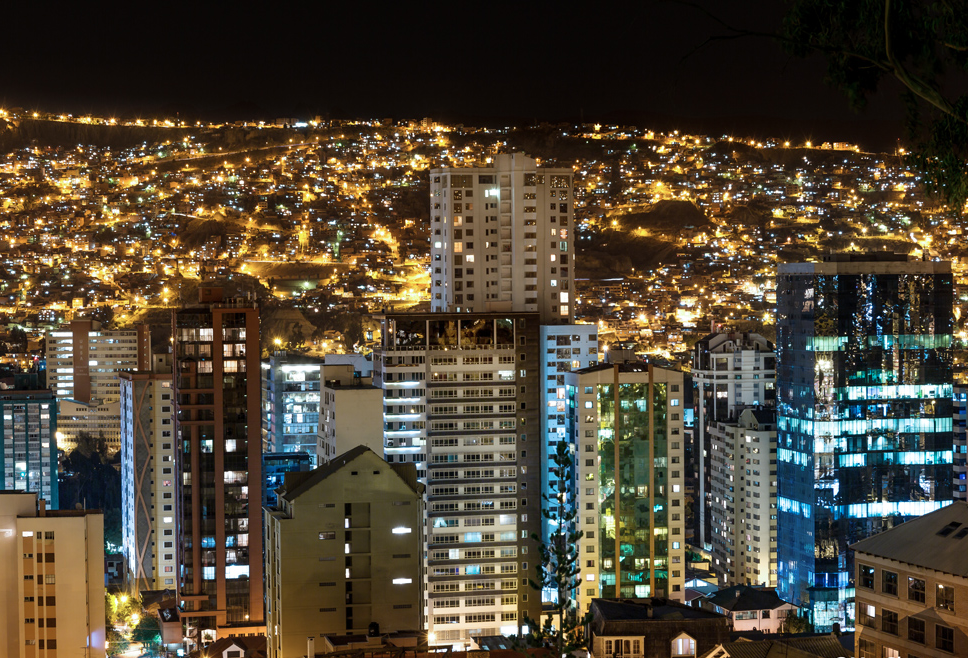
La Paz
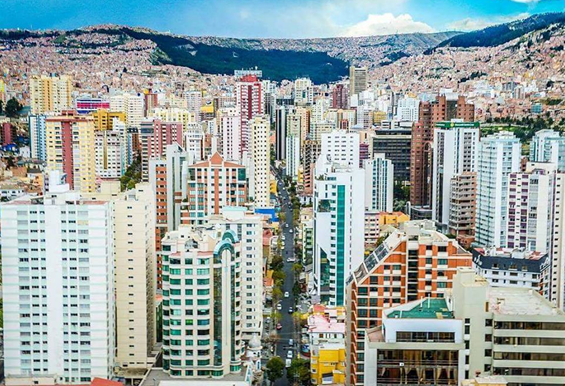
La Paz
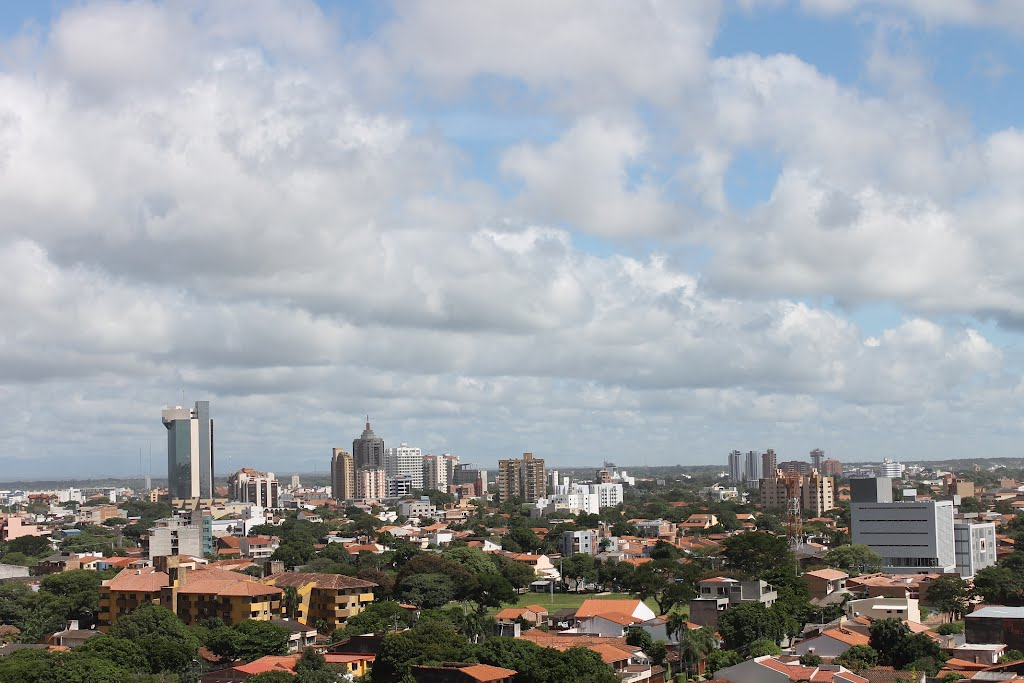
Santa Cruz
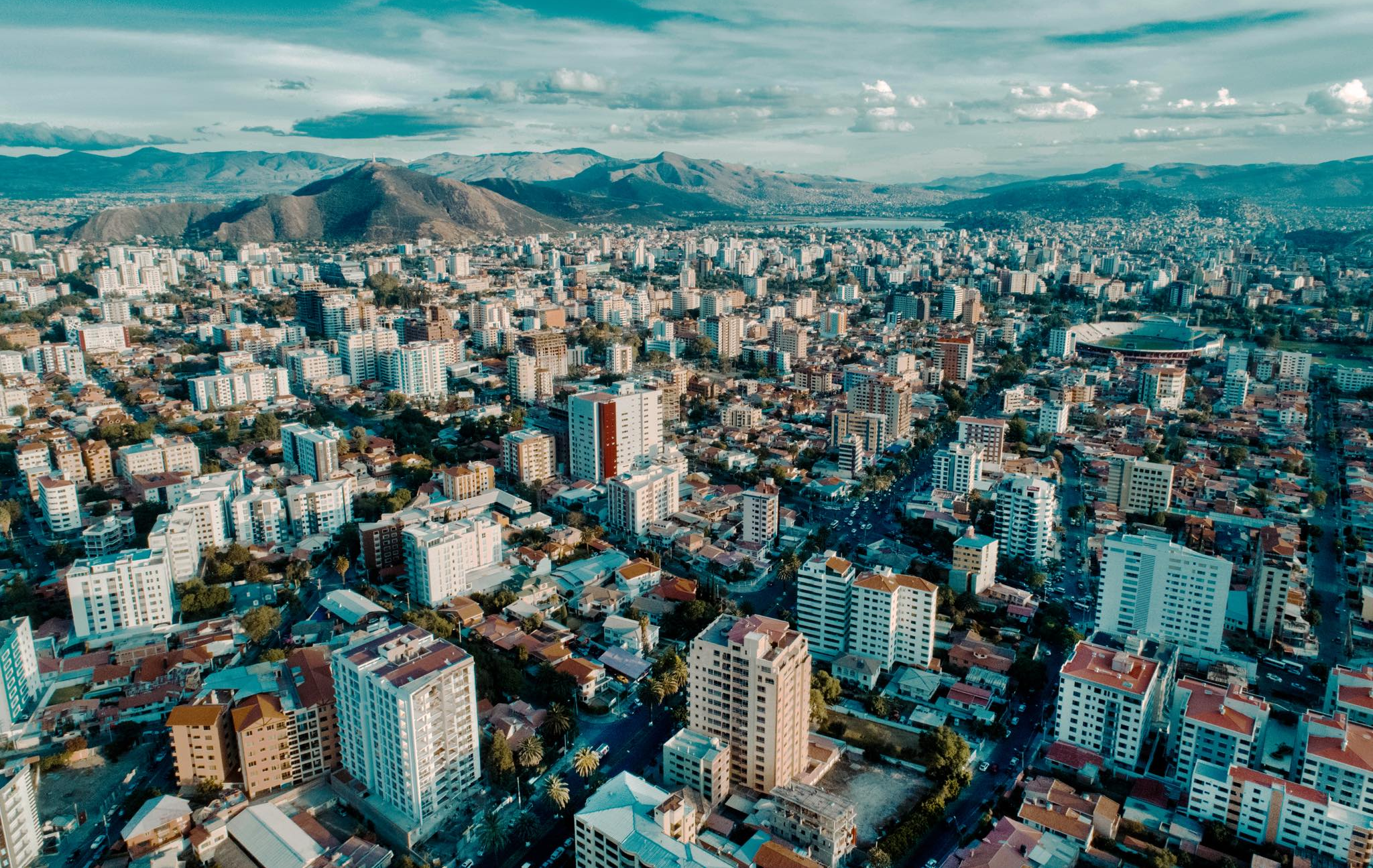
Cochabamba

Al mismo tiempo, con el desarrollo de la ciencia y la tecnología, se pueden aplicar nuevas tecnologías a los edificios, especialmente para reparar algunos edificios antiguos o dañados. Por ejemplo, existe una nueva tecnología para reparar las ruinas de Tiwanaku, la impresión 3D. Algunas partes de las ruinas de Tiwanaku fueron dañadas debido a la destrucción de los colonos españoles. Entonces, este estudio convirtió la literatura en una forma 3D, luego los investigadores pueden intentar hacer combinaciones rápidas, que a menudo prueban diferentes puntos de vista sobre estilos arquitectónicos anteriores.

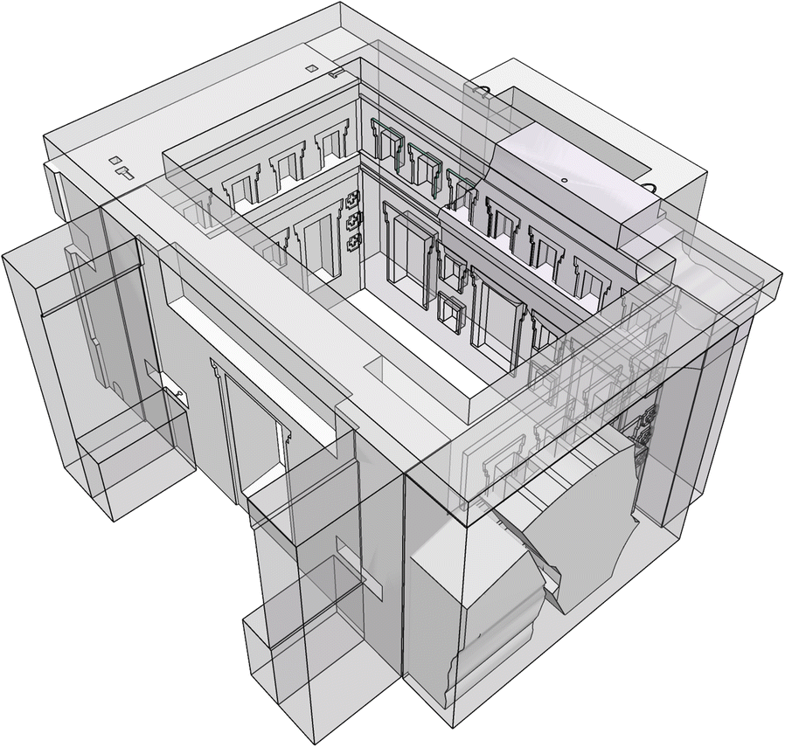
modelo de impresión 3D pumapunku 1
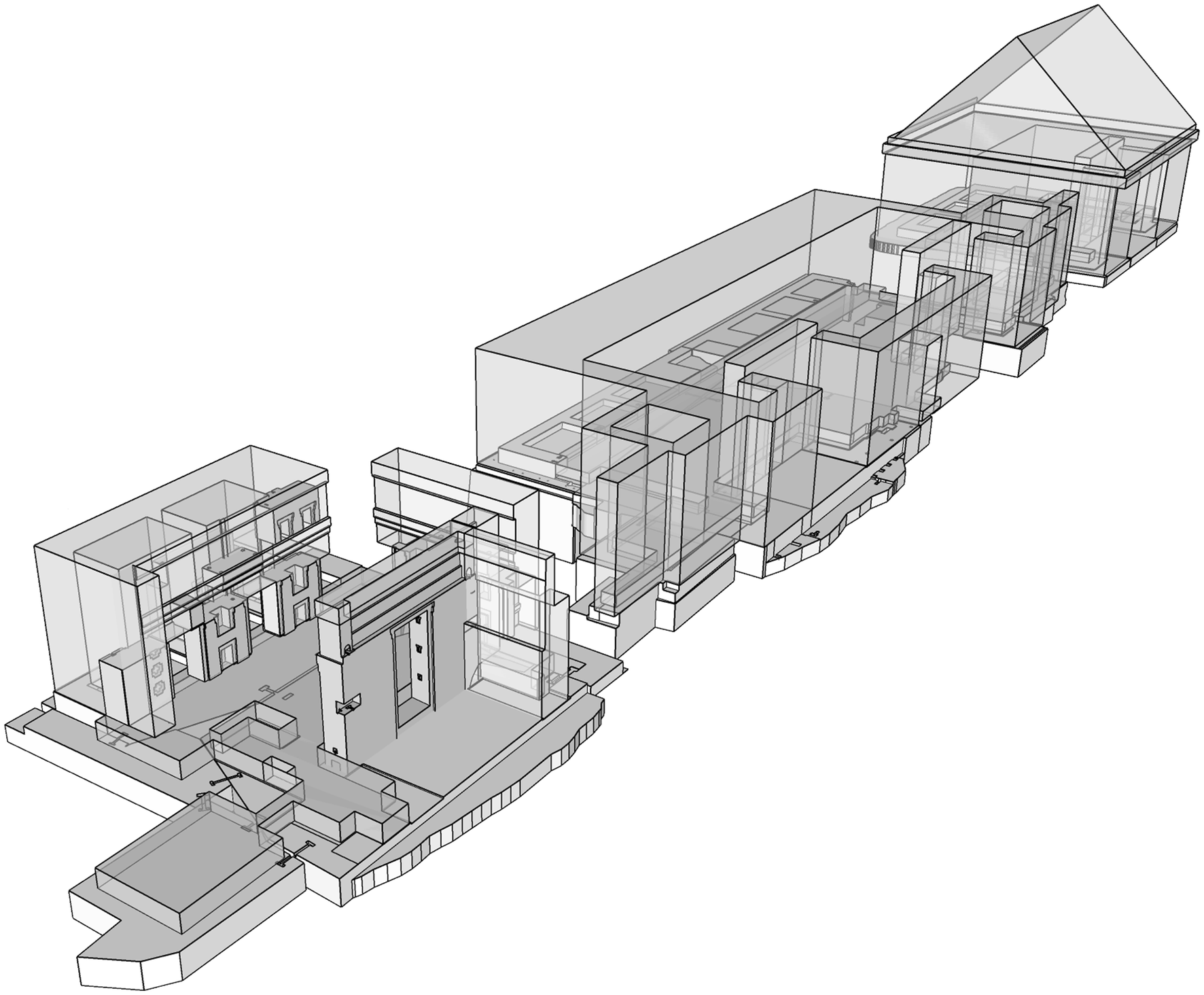
modelo de impresión 3D pumapunku 2

## Otro estilo de arquitectura de Bolivia
En Bolivia existen otros estilos arquitectónicos únicos por razones históricas, culturales y geográficas.
A más de 15 km de Uyuni, al suroeste de Bolivia, se encuentra el salar más grande del mundo, el Salar de Uyuni. Con el fin de atraer turistas y brindarles comodidad y confort, combinado con el entorno geográfico local, en 1998 se construyó el primer hotel de sal del mundo, el Palacio de Sal. Este es un hotel casi 100% de sal construido con ladrillos macizos de sal del Salar de Uyuni. El hotel incorpora sal en cada detalle del diseño para integrarse mejor en el entorno dramático y espectacular, brindando a los visitantes diferentes experiencias y recuerdos. La infraestructura y el mobiliario del hotel también son de ladrillos macizos de sal del Salar de Uyuni, como mesas, sillas y otros utensilios. En las áreas públicas, las esculturas de sal cuidadosamente talladas por artistas bolivianos son igualmente llamativas. Este entorno blanco recuerda fácilmente al minimalismo blanco. Al mismo tiempo, para evitar que el ambiente salino sea demasiado suave, la madera de color rojo intenso aporta colores cálidos. Combinando una pared con una alcoba, un dormitorio con un techo abovedado de ladrillos de sal y un vestíbulo tipo catedral, este hotel da la impresión de un estilo arquitectónico andino moderno y local.

Desafortunadamente, el hotel debió ser demolido en 2002 debido a la contaminación ambiental causada por una mala gestión. Se construyó un nuevo hotel en la margen oriental del salar de Uyuni. Afortunadamente, el nuevo hotel todavía lleva el nombre de Palacio de sal, y la infraestructura y el mobiliario del hotel aún están hechos de ladrillos sólidos de sal del salar de Uyuni. Pero para cumplir con los estándares gubernamentales, el sistema de salud ha sido rediseñado. En el nuevo hotel, al igual que en el antiguo hotel, está prohibido lamer las paredes para evitar que se derrumben los bloques de sal.

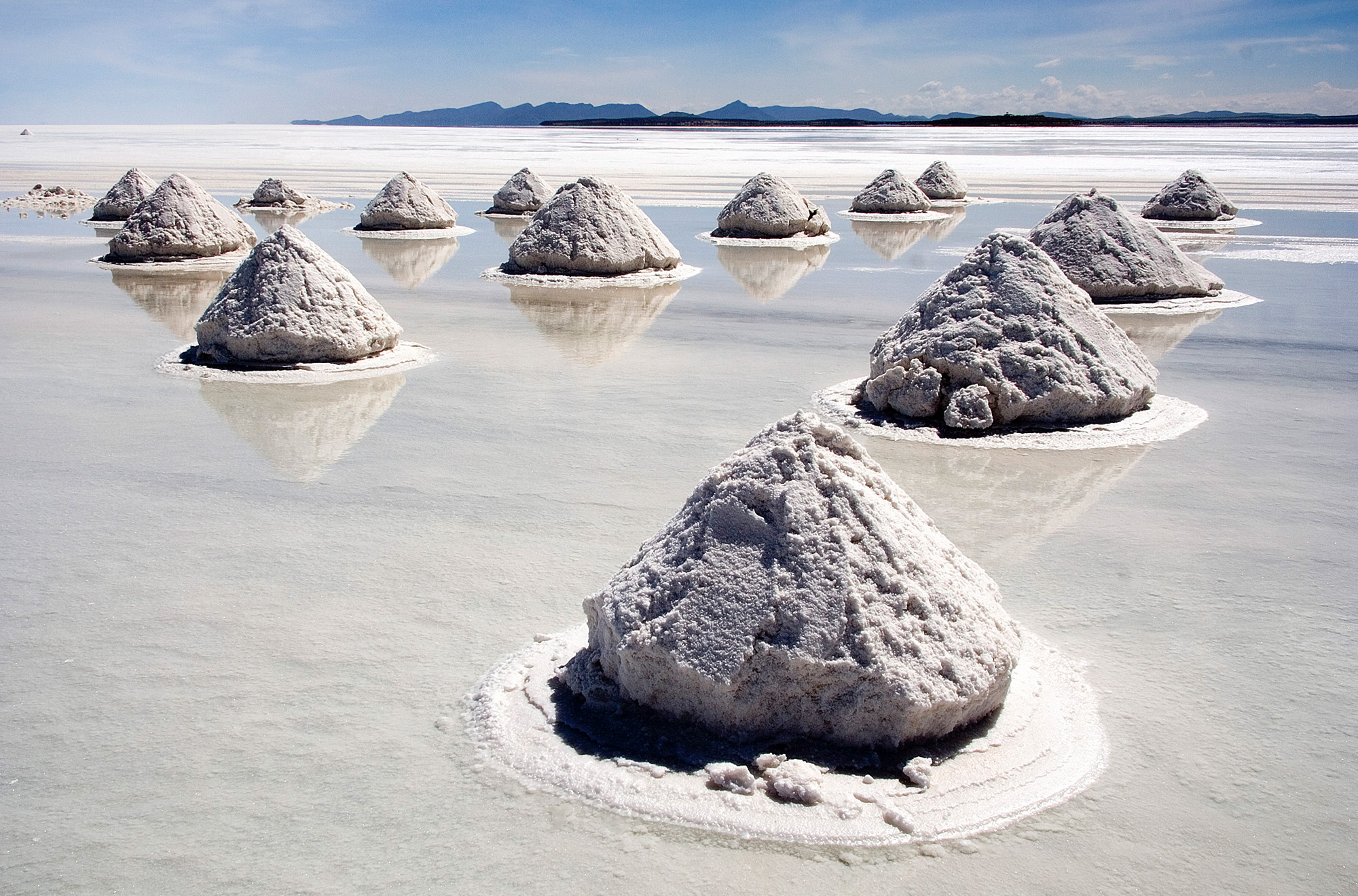
Pilas de sal en el Salar de Uyuni
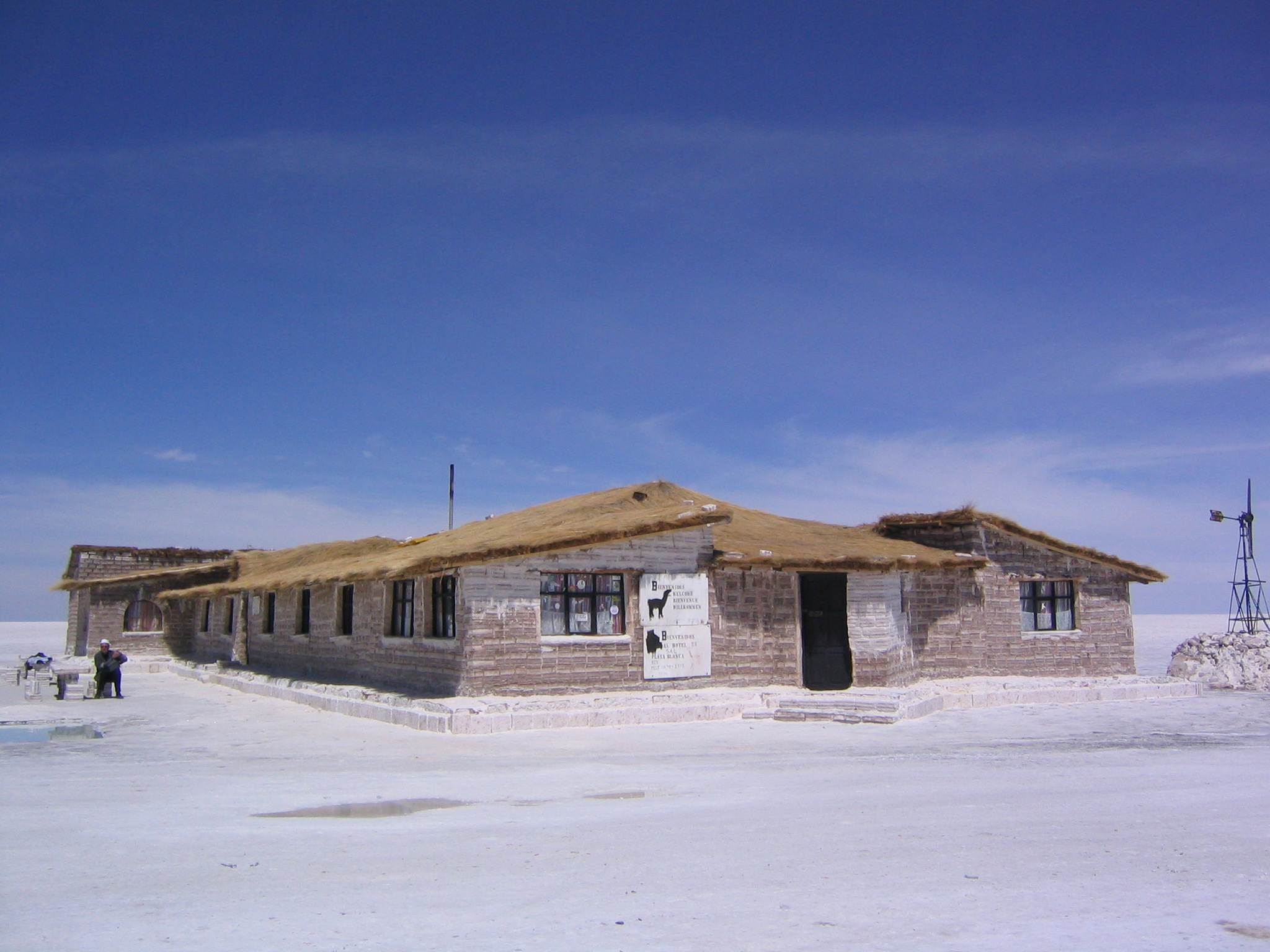
Hotel Palacio de Sal
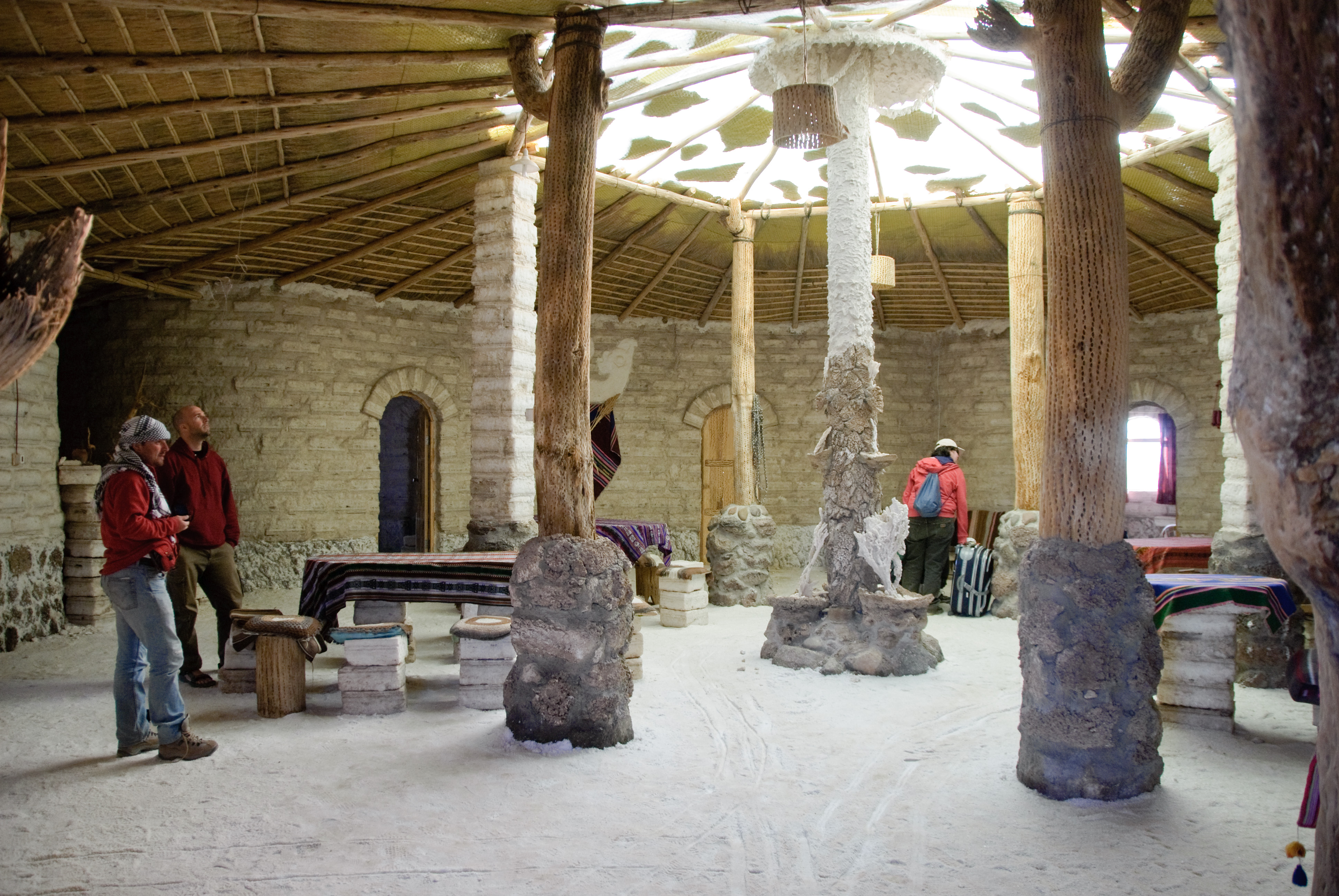
Interior del hotel Palacio de Sal
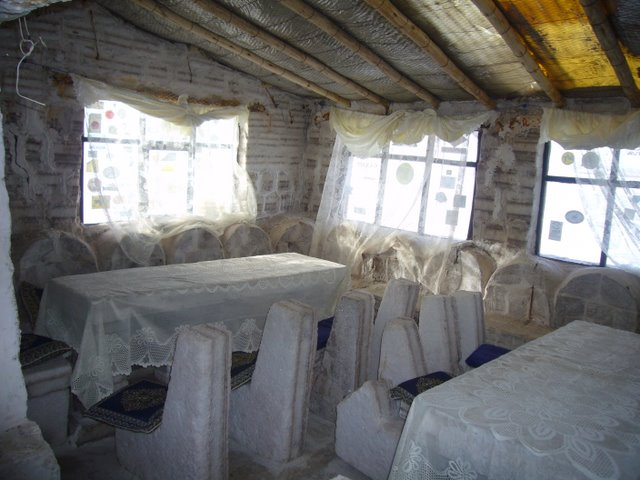
Comedor del hotel Palacio de Sal
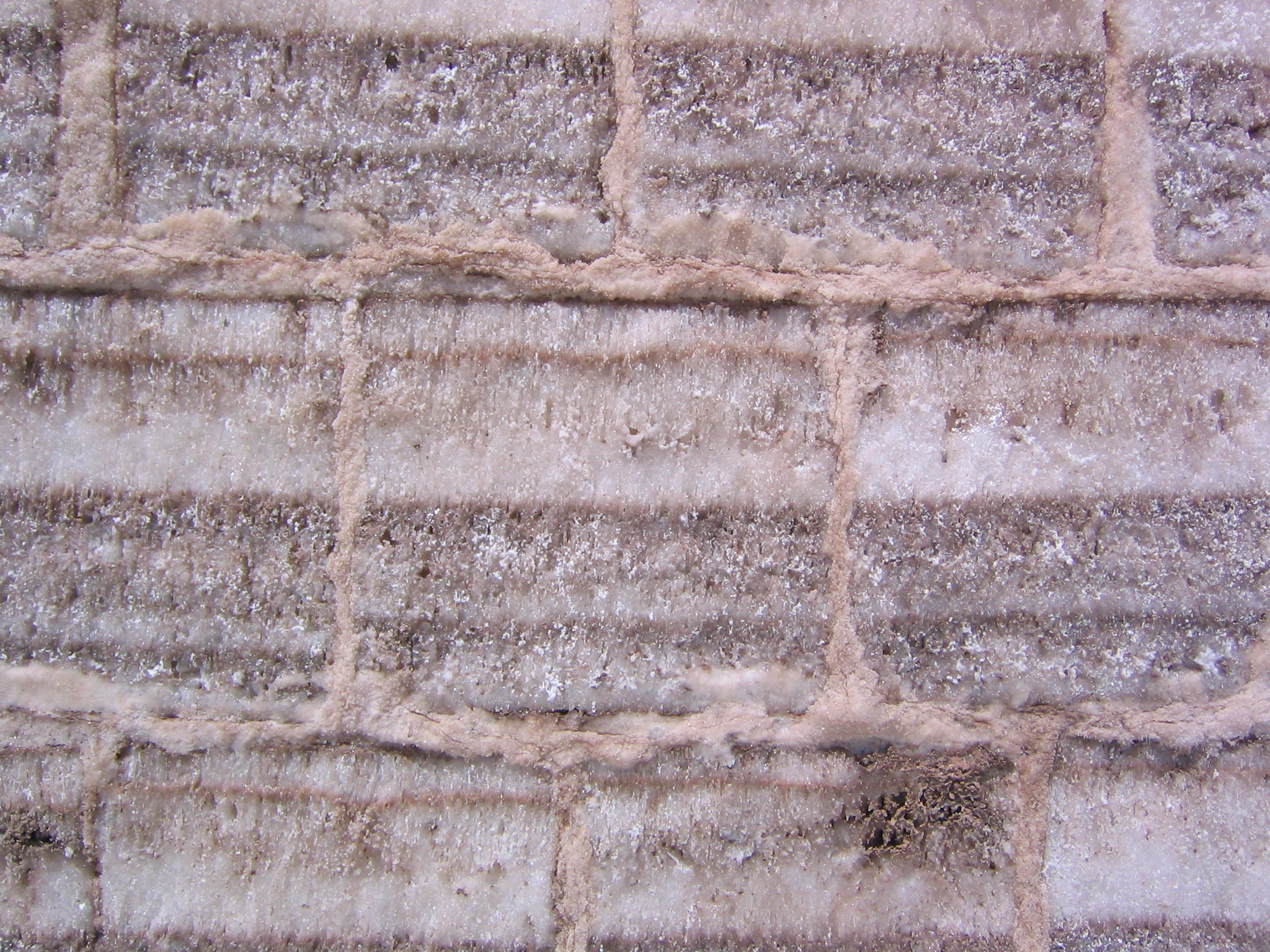
Ladrillos macizos de sal del Salar de Uyuni

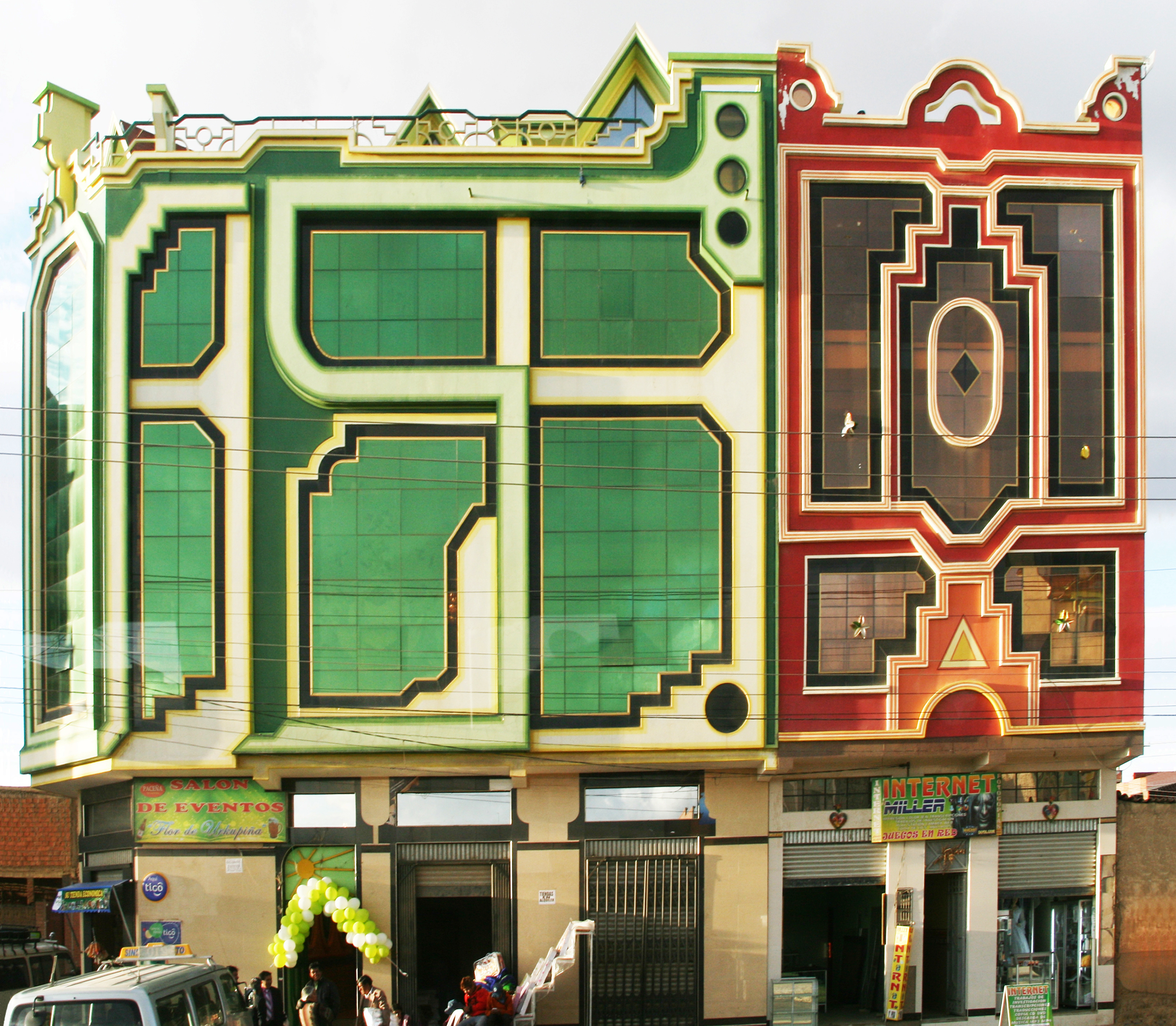
Arquitectura neoandina.

El arquitecto local Freddy Mamani diseñó un estilo arquitectónico emergente conocido como arquitectura neoandina. En el exterior del edificio, pigmentos similares se combinan para lograr un efecto colorido, mientras que en la pared exterior se colocan grandes paneles de vidrio. Para una ciudad a gran altura que consiste en ladrillos desnudos y monocromáticos, esto claramente llama la atención. La arquitectura neoandina rechaza el estilo minimalista y barroco preferido por los arquitectos tradicionales occidentales y marca la “descolonización del orden simbólico”. Para Mamani, la arquitectura puede promover la cultura boliviana, mostrar y mantener las raíces y la identidad de los propios bolivianos.